# Trapezoppia nova
Trapezoppia nova är en kvalsterart som beskrevs av Franklin och Woas 1992. Trapezoppia nova ingår i släktet Trapezoppia och familjen Oppiidae. Inga underarter finns listade i Catalogue of Life.